# 北中部 (ベトナム)

北中部の位置

北中部 (ほくちゅうぶ、ベトナム語：Bắc Trung Bộ / 北中部?) または中北部は、ベトナムの地方の一つ。タインホア省、ゲアン省、ハティン省、クアンビン省、クアンチ省、フエ市の5省1市から成り、最後の2つは1975年まで南ベトナム最北の省だった。

## 文化
ベトナムのユネスコ登録世界遺産7つのうち3つ: フォンニャ＝ケバン国立公園、フエの建造物群、ベトナムの雅楽を有する。

## 経済
一人当たりのGDPは西北部に次いで国内で2番目に低い。